# Фольрат, Эрнст Иванович
Эрнст Ива́нович Фольра́т (1823—1882) — русский архитектор немецкого происхождения, академик архитектуры Императорской Академии художеств.

## Биография
Родился в 1823 в Саксонии в семье булочника, переехавшей затем в Россию и обосновавшейся в Петербурге. Вольноопределяющийся ученик Императорской Академии художеств (1839—1849). Получил медали Академии художеств: малая серебряная (1843), большая серебряная медаль (1845), малая золотая медаль (1848) за «проект церкви». Получил от Академии художеств звание классного художника с правом на чин XIV класса (1849). Был признан «назначенным в академики» (1851). Избран в академики (1854) за «проект музея для живописи и скульптуры».
По окончании Академии работал в Петербурге помощником архитектора. Городской архитектор Астрахани (1868—1882).

## Проекты и постройки

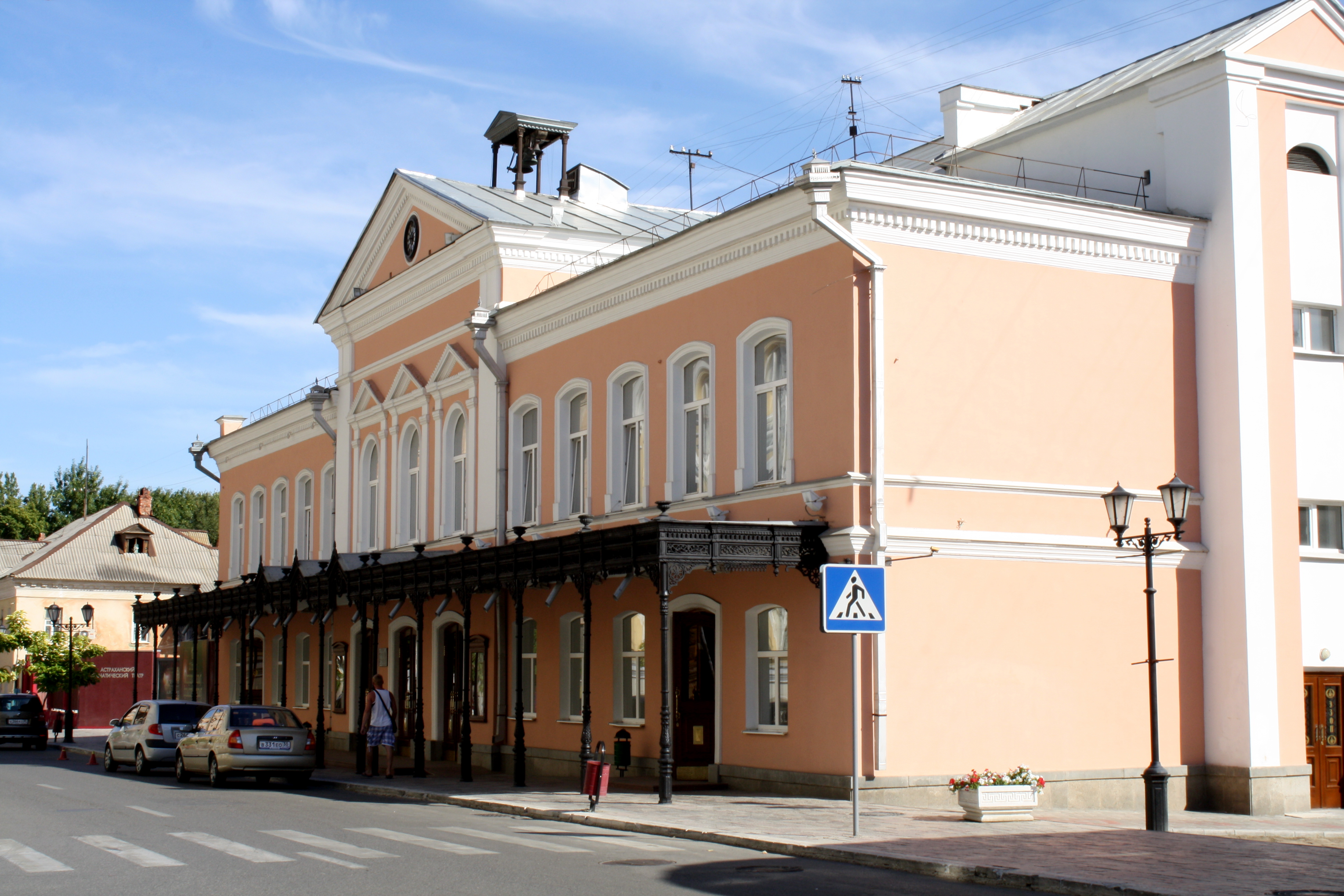
Астрахань. Здание зимнего театра Плотникова (Астраханского драматического театра)

### Санкт-Петербург
- Доходный дом. 4-я Советская ул., 42 (1859)[3][4];
- Особняк А. И. и М. Ф. Штакеншнейдеров[5] (по Миллионной ул.). Миллионная ул., 10 — Мойки наб., 9 (1860)[6][4];
- Доходный дом. Пирогова пер., 13 (1861—1863)[7][4];
- Доходный дом. Макаренко пер., 3 (1863, 1866)[8][4];

### Астрахань
- Церковь Иоанна Златоуста (1877)[9];
- Здание Астраханского епархиального (женского) училища (1866);
- Больничные сооружения, купеческие усадьбы Хачикова и Саркисовых, братьев Сергеевых, православный храм и синагога (1870-е);
- Здание Астраханского драматического театра (1889).